# چشم‌های سیاه
چشم‌های سیاه فیلم رمانتیک ایرانی به نویسندگی و کارگردانی عبدالحسین سپنتا و محصول سال ۱۳۱۵ است.

## خلاصهٔ داستان
مادامیکه نادرشاه به هند و فتح لاهور حمله کرده‌است، عشق یک دختر و پسر جوان به نام‌های هما و همایون جریان دارد، که این جنگ در سرنوشت آنها تأثیر می‌گذارد.

## بازیگران
| بازیگران             |
| -------------------- |
| عبدالحسین سپنتا      |
| فخرالزمان جبار وزیری |
| سهراب پوری           |
| گلاب                 |
| شامی                 |
| امیر حسینی           |